# Чемпіонат України з боксу 2008
XVII Чемпіонат України з боксу серед чоловіків — головне змагання боксерів-любителів в Україні, організоване Федерацією боксу України, що відбулося з 23 по 28 вересня 2008 року в Євпаторії. 180 спортсменів змагалися за нагороди у 11 вагових категоріях.

## Медалісти
| Категорія:                         | Золото:             | Срібло:               | Бронза:          |
| Перша найлегша вага (до 48 кг)     | Денис Шкарубо       | Єгор Голуб            |                  |
| Найлегша вага (до 51 кг)           | Олександр Грищук    | Дмитро Аушев          |                  |
| Легша вага (до 54 кг)              | Олександр Єгоров    | Артем Мартинюк        |                  |
| Напівлегка вага (до 57 кг)         | Василь Ломаченко    | Максим Третяк         |                  |
| Легка вага (до 60 кг)              | Володимир Матвійчук | Сергій Голубов        | Сергій Кравець   |
| Перша напівсередня вага (до 64 кг) | Денис Лазарєв       | Микола Семеняга       | Андрій Лукіянчук |
| Напівсередня вага (до 69 кг)       | Дмитро Митрофанов   | Олександр Стрецький   |                  |
| Середня вага (до 75 кг)            | Іван Сенай          | Іван Голуб            |                  |
| Напівважка вага (до 81 кг)         | Дмитро Смагула      | В'ячеслав Шабранський |                  |
| Важка вага (до 91 кг)              | Денис Пояцика       | Олександр Яцина       |                  |
| Надважка вага (більше 91 кг)       | Роман Капітоненко   | Олександр Сівко       |                  |